# Glemmingebro landskommun
Glemmingebro landskommun var en kommun i dåvarande Kristianstads län.

## Administrativ historik
Kommunen bildades som storkommun vid kommunreformen 1952 genom sammanläggning av kommunerna Bollerup, Glemminge, Ingelstorp, Tosterup och Övraby. Den fick sitt namn från tätorten Glemmingebro. 
Kommunen upplöstes 1971 då församlingarna Bollerup, Tosterup och Övraby fördes till Tomelilla kommun, medan Glemminge och Ingelstorp fördes till Ystads kommun i Malmöhus län.
Kommunkod var 1105.

### Kyrklig tillhörighet
I kyrkligt hänseende tillhörde kommunen församlingarna Bollerup, Glemminge, Ingelstorp, Tosterup och Övraby.

## Kommunvapnet
Blasonering: I grönt fält en genomgående, med fem tinnar försedd bro av guld i ett spann.
Det fastställdes av Kungl. Maj:t den 9 december 1955. Bron syftar på ortnamnet och de fem tinnarna på de fem tidigare enheter av vilka kommunen bildades.

## Geografi
Glemmingebro landskommun omfattade den 1 januari 1952 en areal av 76,09 km², varav 75,61 km² land.

### Tätorter i kommunen 1960
I Glemmingebro landskommun fanns tätorten Glemmingebro, som hade 407 invånare den 1 november 1960. Tätortsgraden i kommunen var då 17,1 procent.

## Politik

### Mandatfördelning i valen 1950-1966
| 12 | 3 | 12 | 4 |

| 31 |

| 12 | 10 | 4 | 5 |

| 30 |

| 10 | 13 | 3 | 5 |

| 30 |

| 10 | 13 | 3 | 5 |

| 29 |

| 10 | 13 | 3 | 5 |

| 29 |